# Tempel van Juno Sospita (Palatijn)
De Tempel van Juno Sospita (Latijn:aedem Sospitae lunoni) was een tempel ter ere van de godin Juno in het oude Rome.
De cultus voor Juno Sospita (Juno de behouder) was afkomstig uit de Latijnse plaats Lanuvium. In 338 v.Chr. kregen de inwoners van Lanuvium het Romeinse burgerrecht en daarop namen de Romeinen ook de verering van Juno Sospita over. De eerste tempel voor Juno werd op de Palatijn gebouwd. Het bestaan van dit heiligdom is bekend door Ovidius, die meldt dat deze tempel in zijn tijd al niet meer bestond, maar oorspronkelijk direct naast de Tempel van Magna Mater stond.
Naast het podium van de Tempel van Magna Mater zijn de fundamenten opgegraven van een klein gebouw uit de tijd van keizer Hadrianus, dat is geïdentificeerd als de Tempel van Victoria Virgo. Onder de tempel zijn de restanten van een oudere tempel uit het archaïsche tijdperk aangetroffen, die in de Republikeinse tijd is herbouwd. Hier werd ook een antefix met het hoofd van Juno opgegraven, waardoor het aannemelijk is dat op deze plaats oorspronkelijk de tempel voor Juno stond.
De tweede tempel voor Juno Sospita stond op het Forum Holitorium.

## Antieke bron
1. ↑  Ovidius, Fasti - II.55-59

## Referentie
- G. Herbert-Brown, Ovid and the Fasti, a historical study
- S.B. Platner, A topographical dictionary of ancient Rome, London 1929. Art. Iuno Sospita.
- F. Coarelli, Rome and environs - an archeological guide, Berkeley 2007, pp. 136. ISBN 9780520079618